# Georges Bruel
Pour les articles homonymes, voir Bruel.

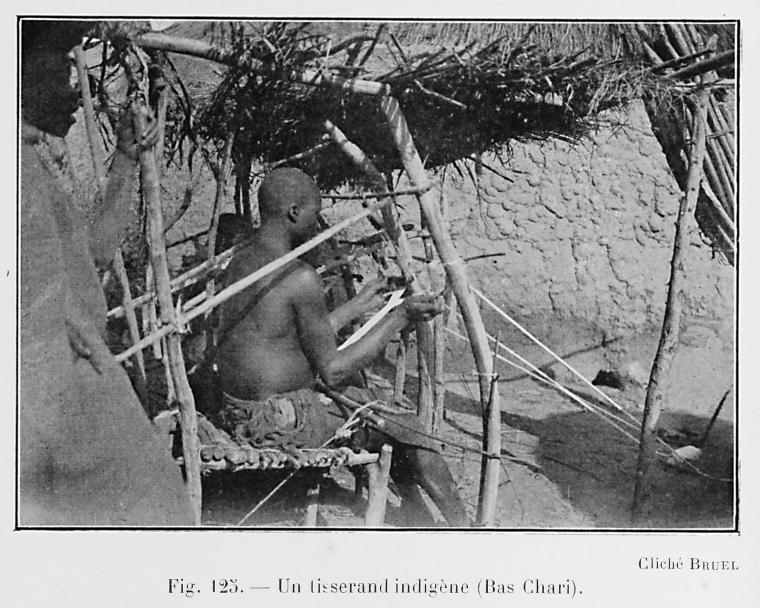
Un tisserand indigène (Bas Chari), photographie de Georges Bruel

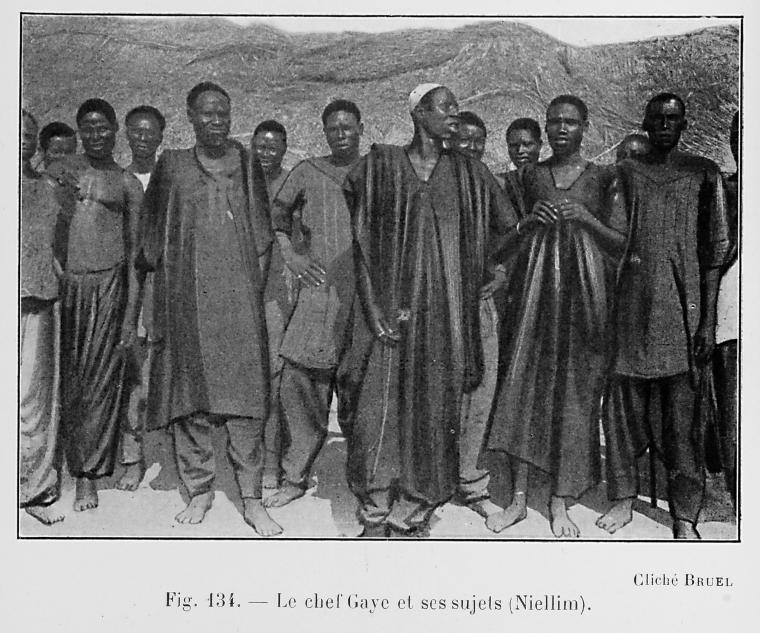
Le chef Gaye et ses sujets (Niellim), photographie de Georges Bruel

Gilbert Georges Bruel (Moulins, 23 mai 1871 - Neuilly-le-Réal, 31 octobre 1945) est un géographe, administrateur colonial, photographe et explorateur français.

## Biographie
Il fait ses études à Moulins puis au lycée Monge à Paris et obtient un diplôme de l'École coloniale (1895). Envoyé en Afrique noire, il y effectue toute sa carrière.
Victor Liotard le charge en 1897, avec Henri Bobichon, de s'occuper du passage de la mission Marchand sur le haut Oubangui. Il participe en 1899-1901 à la deuxième expédition d'Émile Gentil au Tchad. En juin 1899, l’administrateur Bruel séjourne une dizaine de jours au poste de Bangui en compagnie du docteur Joseph Briand, qu'il retrouve en novembre à Rafaï avant son départ pour le Chari, où Gentil lui confie le commandement de la région du Haut-Chari à Ndélé. Après la mort de Rabah, Bruel, Alexis Rousset et Charles Perdrizet, administre la région, et l'explore de manière scientifique sur un important territoire. Ils en dressent des cartes, écrivent des mémoires et récoltent de nombreux renseignements de toutes sortes dans le but d'orienter l'action coloniale du gouvernement.
Bruel participe de 1906 à 1908 à la délimitation des terres données aux grandes sociétés concessionnaires sur les bords de la Sangha et de l'Oubangui et explore ainsi le bassin de la Ngounié au Gabon.
Nommé directeur du Service géographique de l'Afrique-Équatoriale française (AEF) en 1909 qui vient d'être fondé à Brazzaville, il le quitte en 1911, ce qui signe la fin de ce service. Il rentre alors en France où il devient un spécialiste de l'histoire et de la géographie de l'AEF. Outre de nombreux ouvrages sur le sujet, on lui doit aussi les cartes et les notices sur ce territoire de l'Atlas des colonies françaises de G. Grandidier.
Un des fondateurs en 1922 de l'Académie des sciences coloniales, lors de la rédaction de son testament le 24 juin 1939, il lègue tous ses documents coloniaux (lettres, dossiers, livres, brochures, cartes, clichés, etc.) à l'Académie des sciences coloniales et lui laisse également toutes les ressources nécessaires pour créer le prix Georges-Bruel. Il est également membre de la Société bourbonnaise des études locales.

## Travaux
- L'Oubangui, voie de pénétration dans l'Afrique centrale française, 1899
- L'occupation du bassin du Tchad, la région du Haut-Chari : conférence faite à Moulins, le 4 janvier 1902, Crépin-Leblond, Moulins, 1902, 56 p., lire en ligne sur Gallica, [lire en ligne]
- Bibliographie de l'Afrique équatoriale française. Paris, Larose, 1914, 326 pages.
- Tableau sommaire de l’exploration et de la reconnaissance de l’Afrique équatoriale française, Bulletin de la Société de géographie de Marseille no 43-44, 1918-1921, p. 42-68
- L'Afrique équatoriale française, 1918, 1930, 1935
- Les bois coloniaux, 1933